# Okręg wyborczy Evesham
Okręg wyborczy Evesham powstał jako okręg miejski w 1295 r., ale następnych deputowanych wysłał dopiero w 1604 r. Okręg wysyłał do angielskiej, a następnie brytyjskiej, Izby Gmin dwóch deputowanych, a od 1868 r. jednego deputowanego. W 1885 r. okręg przekształcono w okręg ziemski. Okręg Evesham obejmował miasto Evesham i okolice w hrabstwie Worcestershire. Został zlikwidowany w 1950 r.

## Deputowani do brytyjskiej Izby Gmin z okręgu Evesham

### Deputowani w latach 1604-1660
- 1604–1611: Thomas Biggs
- 1604–1611: Edward Salter
- 1614–1622: Thomas Biggs
- 1614–1622: Anthony Langston
- 1624: Edward Conway
- 1640–1641: William Sandys
- 1640–1648: Richard Cresheld
- 1641–1642: John Coventry
- 1645–1653: Samuel Gardner
- 1659: Theophilus Andrews
- 1659: Robert Atkins

### Deputowani w latach 1660-1868
- 1660–1661: John Egioke
- 1660–1661: Thomas Rouse
- 1661–1670: William Sandys
- 1661–1669: Abraham Cullen
- 1669–1679: John Hanmer
- 1670–1685: James Rushout
- 1679–1681: Henry Parker
- 1681–1685: Edward Rudge
- 1685–1690: Henry Parker
- 1685–1690: John Matthewes
- 1690–1698: James Rushout
- 1690–1695: Edward Rudge
- 1695–1701: Henry Parker
- 1698–1701: John Rudge
- 1701–1702: James Rushout
- 1701–1708: Hugh Parker
- 1702–1734: John Rudge
- 1708–1715: Edward Goodere
- 1715–1722: John Deacle
- 1722–1768: John Rushout
- 1734–1741: William Taylor
- 1741–1754: Edward Rudge
- 1754–1756: John Porter
- 1756–1761: Edward Rudge
- 1761–1796: John Rushout
- 1768–1774: George Durant
- 1774–1780: Henry Seymour of Redland
- 1780–1790: Charles Rouse-Boughton
- 1790–1802: Thomas Thompson
- 1796–1806: Charles Thellusson
- 1802–1806: Patrick Craufurd Bruce
- 1806–1818: William Manning
- 1806–1807: Humphrey Howorth
- 1807–1808: Manasseh Masseh Lopes, torysi
- 1808–1820: Humphrey Howorth
- 1818–1819: William Rouse-Boughton
- 1819–1837: Charles Cockerell, wigowie
- 1820–1826: William Rouse-Boughton
- 1826–1830: Edward Davis-Protheroe
- 1830–1831: Archibald Kennedy
- 1831–1835: Thomas Hudson, wigowie
- 1835–1838: Peter Borthwick, Partia Konserwatywna
- 1837–1841: George Rushout, Partia Konserwatywna
- 1838–1852: Arthur Sandys, wigowie
- 1841–1847: Peter Borthwick, Partia Konserwatywna
- 1847–1865: Henry Willoughby, Partia Konserwatywna
- 1852–1855: Charles Lennox Granville Berkeley, wigowie
- 1855–1868: Edward Holland, Partia Liberalna
- 1865–1868: James Bourne, Partia Konserwatywna

### Deputowani w latach 1868-1950
- 1868–1880: James Bourne, Partia Konserwatywna
- 1880–1880: Daniel Rawlinson Ratcliff, Partia Liberalna
- 1880–1881: Frederick Lehmann, Partia Liberalna
- 1881–1885: Frederick Dixon-Hartland, Partia Konserwatywna
- 1885–1892: Richard Temple, Partia Konserwatywna
- 1892–1895: Edmund Lechmere, Partia Konserwatywna
- 1895–1910: Charles Wigram Long, Partia Konserwatywna
- 1910–1935: Bolton Eyres-Monsell, Partia Konserwatywna
- 1935–1950: Rupert de la Bere, Partia Konserwatywna